# Павучник причорноморський
Павучник причорноморський (Cleome iberica) — вид рослин з родини Cleomaceae, поширений у південно-східній Європі й Західній Азії.

## Опис
Однорічна трав'яна рослина 10–60 см заввишки, зі стрижневим коренем. Стебло гіллясте, прямостійне. Листки трійчасті, світло-зелені (зісподу сизі, залозисті). Квітки білі або рожеві, зібрані у верхівкові китиці. Плід — одногнізда, стручкоподібна багатонасінна коробочка. Насіння чорне.
Цвіте у червні — серпні. Плодоносить у серпні — вересні.

## Поширення
Поширений в Україні, на півдні європейської Росії, на Східно-Егейських островах, європейській Туреччині, у Західній Азії (Кіпр, Іран, Ірак, Ліван-Сирія, Закавказзя, Туреччина, Туреччина).
В Україні вид населяє сланцеві, кам'янисті та щебенисті осипи, піщані та галечникові пляжі з розрідженим трав'яним покривом — у Криму, Донецькій і Луганській областях.

## Загрози й охорона
Загрозами є видобування каміння, забудова, рекреація, інтенсивне випасання.
Занесений до Червоної книги Україні в статусі «Зникаючий». Охороняється в Карадазькому ПЗ.